# Narges Mohamadi
Narges Mohammadi, iranska aktivistka in inženirka, nobelovka, * 21. april 1972.
Je podpredsednica Centra za zagovornike človekovih pravic (DHRC), ki ga vodi njena kolegica, dobitnica Nobelove nagrade za mir Širin Ebadi. Leta 2023 je tudi sama prejela Nobelovo nagrado za mir. 
Mohammadi je bila glasna zagovornica množične feministične državljanske nepokorščine proti hidžabu v Iranu in glasna kritika hidžaba in programa vzdržnosti leta 2023. Maja 2016 je bila v Teheranu obsojena na 16 let zapora zaradi ustanovitve in vodenja »gibanja za človekove pravice, ki se zavzema za odpravo smrtne kazni.« Leta 2020 je bila izpuščena, nato pa je bila leta 2021 vrnjena v zapor, od koder je poročala o zlorabi in zapiranju pridržanih žensk.

## Ozadje
Mohammadi se je rodila 21. aprila 1972 v Zanjanu v Iranu iranski azerbajdžanski družini in odraščala v Korvehu, Karaju in Ošnavijehu v okolju, kjer prevladuje kurdsko prebivalstvo. Obiskovala je mednarodno univerzo Kazvin, kjer je diplomirala iz fizike in postala inženirka. Med svojo univerzitetno kariero je pisala članke o podpori pravic žensk v študentskem časopisu in bila aretirana na dveh srečanjih politične študentske skupine Tashakkol Daaneshjuyi Roshangaraan (»Razsvetljena študentska skupina«). Bila je aktivna tudi v hribolazni skupini.
Leta 1999 se je poročila z novinarjem Taghijem Rahmanijem, ki je bil kmalu po poroki aretiran. Po prestani kazni deluje v Franciji od leta 2012 kot kritičen pisec o Iranu. Z njim ima dvojčka. Skupaj razvijata nazor o laični državi, podobno ureditvi Turčije in Francije.

## Zapor
Mohamadi je bila prvič odvzeta prostost leta 1998 zaradi njene kritike iranske vlade in je tako eno leto preživela v zaporu. Aprila 2010 so jo pozvali na Islamsko revolucionarno sodišče zaradi njenega članstva v DHRC. Za kratek čas so jo izpustili proti varščini v višini 50.000 ameriških dolarjev, vendar so jo čez nekaj dni znova aretirali in pridržali v zaporu Evin.  Mohammadijino zdravje se je med pridržanjem poslabšalo in razvila je epilepsiji podobno bolezen, zaradi česar je občasno izgubila nadzor nad mišicami. Po enem mesecu so jo izpustili in ji dovolili, da poišče zdravniško pomoč. 
Julija 2011 je bila Mohammadi ponovno preganjana in spoznana za krivo »delovanja proti nacionalni varnosti, članstvu v DHRC in propagandi proti režimu.« Septembra je bila obsojena na 11 let zapora. Mohammadi je izjavila, da je za razsodbo izvedela šele prek svojih odvetnikov in da je prejela »sodbo brez primere na 23 straneh, ki jo je izdalo sodišče, v katerem so moje dejavnosti na področju človekovih pravic večkrat primerjali s poskusi strmoglavljenja režima.« Marca 2012 je prizivno sodišče kazen potrdilo, čeprav jo je znižalo na šest let. 26. aprila je odšla na prestajanje kazni.
31. julija 2012 so Mohammadijevo izpustili iz zapora zaradi procesnih napak. Prejela je veliko podpore, da pravosodje Irana ne opravlja primerno svojega dela varovanja človekovih pravic.
Maja 2015 je bila ponovno aretirana, ker da je ustanovila skupino, ki si je prizadevala za ogrozitev nacionalne varnosti.Obsojena je bila na 10 let zaporne kazni. Skupina se je prizadevala nuditi podporo obsojenim na smrtno kazen in nuditi javnosti kritičen prikaz oblasti, ki obsoja zapornike na smrt. V zaporu se je pridružila gladovni stavki britanske državljanke, saj v zaporu ni bila deležna primerne zdravstvene nege. 8. oktobra je zapustila zapor Evin. Vztrajno piše članke, ki nasprotujejo smrtni kazni in celo primerja vojno in smrtno kazen. Smrtna kazen kot razmeroma pogosta najostrejša sankcija si zasluži po njenem mnenju tudi temeljito konsenzualno utemeljitev, družbeni konsenz, ki ne temelji zgolj na verski neomajnosti.
Maja 2021 je ponovno aretirana, tokrat zaradi aktivne udeležbe pri žalovanju nad protestnikom, ki so ga ubili med protesti
Decembra 2022 med protesti zaradi Mahse Amini je BBC objavil poročilo Mohammadijeve, ki podrobno opisuje spolno in fizično zlorabo pridržanih žensk v iranskem zaporu. Januarja 2023 je podala poročilo iz zapora, v katerem je podrobno opisala stanje žensk v zaporu Evin, vključno s seznamom 58 zapornic ter postopkom zasliševanja in mučenjem, ki so jih prestale. 57 od teh žensk je skupaj preživelo 8350 dni v samici. 56 od teh žensk je obsojenih na skupno 3300 mesecev. Opisovanje dostojanstva ženskih zaporov in priporov je vzbudilo velik odziv. V večjem del pisanja je opisovala, kako mučno je bivanje v samici, kako pomembno je skrbeti za primerno preživanje zaporne kazni in kako surova je muka osame, četudi ni smrtna kazen.
Mohammadi je bila odkrita kritika samice, ki jo je v svoji istoimenski knjigi iz leta 2022 poimenovala »belo mučenje«. Bela muka je bila prevedena v nemščino z naslovom "Frauen! Leben! Freiheit!" (Ženske! Življenje! Svoboda!) leta 2023. Septembra 2023 je podprla Mehdija Jarahija po njegovi aretaciji zaradi protestne pesmi Roosarito.